# 圣保禄 (米开朗基罗)
圣保禄（San Paolo）是米开朗基罗的一尊雕塑，高127 cm，创作于1501-1504年，位于锡耶纳锡耶纳主教座堂的皮科罗米尼祭坛。